# أحمد قشقارة
أحمد عبد الرحمن قشقارة هو ممثل سوري من مواليد حلب عام 1959م، تخرج من المعهد العالي للفنون المسرحية بدمشق، قسم النقد والأدب المسرحي عام 1993م، وهو عضو في نقابة الفنانين. يعمل حالياً معاون مدير المسرح القومي في اللاذقية، لديه العديد من الجوائز في مجال المسرح منها: جائزة أفضل ممثل عن دوره في مسرحية موت موظف في مهرجان أصفهان الدولي الثاني لفن الكوميديا في إيران عام 2003م.

## أعماله
شارك في عدد من العروض المسرحية كممثل وأحرز بعض الجوائز في هذا المجال ونال عددا من شهادات التقدير من هيئات ومؤسسات ثقافية رسمية وخاصة. من هذه الأعمال :
- موت موظف : تأليف تشيخوف – المسرح القومي
- حفلة سمر من أجل أبي خليل القباني –  المسرح القومي
- جلجامش   – المسرح الجامعي
- أنت لست غارا – تأليف عزيز نيسين –  المسرح القومي
- أقهت بن دانيال – المسرح القومي
- أكشن – المسرح القومي

## التأليف المسرحي
كتب عددا كبيرا من الاسكتشات الغنائية وبعض النصوص المسرحية للأطفال منها: الصياد وحورية البحر - علاء الدين ضد الكورونا - لا تتركني وحيدا يا تشيخوف

## الإخراج المسرحي
عمل دراماتورج في العديد من العروض المسرحية للمسرح القومي.

## التأليف الموسيقي للمسرح
أول من قام بالتأليف الموسيقي للعروض المسرحية في مدينة اللاذقية (إذ كانت الموسيقى في العروض المسرحية في اللاذقية مجرد اختيارات لمجموعة من المقاطع المعروفة قبل مسرحية سهرة مع سعد الله ونوس التي أنتجها فرع نقابة الفنانين وهي من تأليف الدكتور محمد بصل وأخرجها سهيل حداد وحسن أسرب عام 1994 لتكون أول عمل مسرحي في تاريخ مسرح اللاذقية يتم التأليف الموسيقي الخاص به) وضع التأليف الموسيقي لأكثر من سبعين عرض مسرحي ( للكبار والأطفال ) للمسرح القومي ومسرح نقابة الفنانين والمسرح الجامعي والمسارح الأخرى وحاز في هذا المجال على عدد من الجوائز وشهادات التقدير من مؤسسات ثقافية رسمية وخاصة .
ومن أهم الأعمال التي ألف لها الموسيقى:
- حلم منتصف ليلة صيف – تأليف شكسبير – إخراج فايز قزق
- المغفلة – تأليف تشيخوف إخراج مانويل جيجي
- سهرة مع سعد الله ونوس – تأليف محمد بصل – إخراج سهيل حداد وحسن أسرب – نقابة الفنانين
- موت موظف – تأليف تشيخوف – إخراج لؤي شانا – المسرح القومي
- مبروك أيها العالم – تأليف عزيز نيسين – إخراج الدكتور محمد بصل – المسرح الجامعي
- جلجامش – إعداد وإخراج هاشم غزال – المسرح الجامعي
- الباطوس – عن نص غوغول ( المفتش ) إعداد وإخراج لؤي شانا – المسرح القومي
- الزواج – تأليف غوغول – إخراج الدكتور محمد بصل – المسرح الجامعي
- الرجل الذي صار كلبا – تأليف إزوالدو دراجون – إخراج سلمان شريبة – المسرح القومي
- كاليغولا – عن نص البير كامي – إعداد وإخراج فرحان الخليل – فرقة سعد الله ونوس المسرحية
- الديك الحكيم والذئب اللئيم– إعداد وإخراج لؤي شانا – المسرح القومي
- رحلة مجانين– إعداد وإخراج كمال قرحالي – المسرح القومي
- الأميرة القبيحة – إعداد وإخراج كمال قرحالي – المسرح القومي
- جواهر المعبد – إعداد وإخراج عبد الله شيخ خميس – المسرح القومي
- رجال بلا رؤوس – إعداد وإخراج لؤي شانا – المسرح القومي
- الصيد في الماء العكر – تأليف وإخراج الدكتور محمد بصل – المسرح الجامعي
- ليلى والذئب – إعداد وإخراج هاني محمد – جمعية مسرح الطفل
- الملك والقرود– إعداد وإخراج هاني محمد – جمعية مسرح الطفل
- مملكة العقول– إعداد وإخراج هاني محمد – جمعية مسرح الطفل

## النقد المسرحي
شارك كعضو لجنة تحكيم في العديد من المهرجانات المسرحية ( المسرح القومي – المسرح الجامعي – المسرح الشبيبي – مسرح نقابة الفنانين ) شارك كعضو في العديد من لجان قراءة النصوص ومشاهدة العروض ( المسرح القومي – المسرح الجامعي – المسرح الشبيبي – مسرح نقابة الفنانين ) قدم مجموعة من المحاضرات وشارك في عدد من الندوات الخاصة بالمسرح منها:
- ندوة عن أبي خليل القباني مع لؤي شانا وعبد الفتاح قلعه جي – اتحاد الكتاب العرب باللاذقية
- ندوة عن تاريخ المسرح مع سجيع قرقماز والدكتور حمدي الموصلي – اتحاد الكتاب العرب باللاذقية
- محاضرة عن أدب ومسرح الطفل – مديرية الثقافة باللاذقية
- محاضرة عن خصائص وتقنيات العمل المونودرامي – البيت العربي للموسيقا – مهرجان المونودراما الأول
- محاضرة عن الإيقاع في العرض المسرحي - البيت العربي للموسيقا – مهرجان المونودراما الثاني
- محاضرة عن السينوغرافيا في العرض المسرحي - البيت العربي للموسيقا – مهرجان المونودراما الثالث
- محاضرة عن الموسيقا في العرض المسرحي - البيت العربي للموسيقا – مهرجان المونودراما الرابع
- مجموعة محاضرات عن الأدب المسرحي وتاريخ العرض المسرحي – معهد القباني للفنون المسرحية باللاذقية

وقد تم نشر بعض هذه المحاضرات في الصحف والمجلات العربية المتخصصة كمجلة الحياة المسرحية التي تصدرها وزارة الثقافة في سوريا.

## المهرجانات المسرحية
شارك في العديد من المهرجانات المسرحية المحلية والعربية والدولية منها:
- مهرجان دمشق الدولي للفنون المسرحية - سوريا.
- مهرجان المنستير الدولي للمسرح الجامعي- تونس.
- مهرجان قنا الدولي للمسرح الجامعي – مصر.
- مهرجان المسرح العربي بالقاهرة – مصر.
- المهرجان المسرحي بأنطاكية – تركيا.
- مهرجان أصفهان الدولي المسرحي – إيران.
- تم تكريمه في مهرجان (من الباب إلى الميناء) في مدينة باري الإيطالية

عدد كبير من دورات المهرجانات المسرحية في المحافظات السورية.

## في مجال التلفزيون

### التمثيل
شارك كممثل في بعض الأعمال التلفزيونية منها :
- هوى بحري – إخراج باسل الخطيب
- ليل المسافرين – إخراج أيمن زيدان
- الملاك الثائر – إخراج محمد فردوس أتاسي
- الوردة الأخيرة – إخراج محمد فردوس أتاسي
- زمان الوصل – إخراج عارف الطويل
- الهارب – إخراج محمد إسماعيل آغا

### الموسيقى التصويرية
ألف الموسيقى التصويرية لعدد من المسلسلات التلفزيونية :
- المراوحة في المكان – إخراج احمد حسان
- بدايات صغيرة – إخراج غزوان بريجان
- الموشوم - إخراج غسان سلمان
- آخر رجل أمي- إخراج غسان سلمان
- كوابيس منتصف الليل – إخراج محمد إسماعيل ى غا
- ومض الذاكرة – إخراج رياض هاني رعد
- القانون- إخراج غسان سلمان
- سلمى – إخراج يحيى جرناز

## الكتابة التلفزيونية
تخرج من المعهد العالي للفنون المسرحية بموجب مشروع تخرج ( سيناريو تلفزيوني ) وحاز به على علامة 80% وتقدير جيد جدا وكانت لجنة المناقشة برئاسة الأديب المعروف الراحل ممدوح عدوان وعضوية الدكتور الناقد نبيل الحفار رئيس قسم النقد ورئيس تحرير الحياة المسرحية والدكتور محمد بصل عميد كلية الآداب بجامعة تشرين باللاذقية . وقد تم إنتاج السيناريو الذي حمل عنوان ( القانون ) من قبل شركة الشام الدولية للإنتاج السينمائي والتلفزيوني في سوريا عام 1996 وأخرجه غسان سلمان.

## في مجال السينما
شارك كممثل في فيلم ( Hunt feast ) السينمائي الناطق باللغة الإنجليزية إخراج نبيل المالح من إنتاج مشترك سوري إنجليزي يوناني .